# Clyde Tomb von Brackley

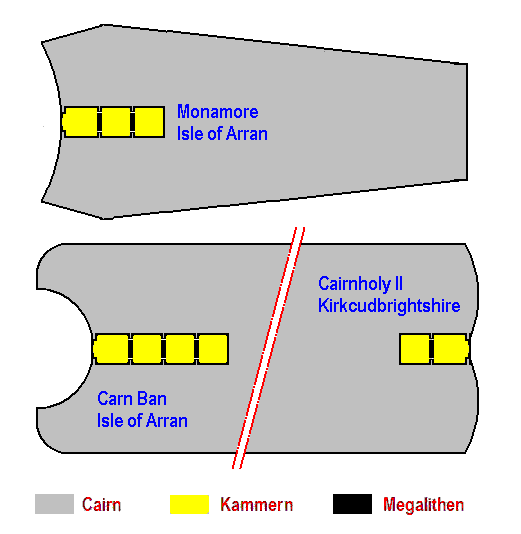
Anlagen des Clyde-Typs

Das Clyde Tomb von Brackley (auch Carragh An Talaidh; oder Arg 28 genannt) liegt etwa 50 m südlich der Brackley Farm, auf der Ostseite des Carradale Water und westlich der B 842 auf der Kintyre-Halbinsel in Argyll and Bute in Schottland.
Das Clyde Tomb ist ein grasbewachsener Cairn von 10,5 × 9,0 m und 1,0 m Höhe, der durch Steinraub so verkleinert wurde, dass seine ursprüngliche Form nicht bestimmbar ist. Die unbedeckte Kammer ist in relativ guten Zustand. Die Ausgrabungen, die sich auf die Kammer und ihre unmittelbare Umgebung beschränkten, ergaben, dass die Anlage intakt war. Die meisten der Platten, die die Seiten und das Ende bilden und zwei Portalsteine sind sichtbar. Ihre Stratigraphie deutete darauf, dass sie noch während der Primärnutzungsphase in der Jungsteinzeit mit der Deponierung von Körperbestattungen eine sekundäre Kremation mit Gefäßen und anderen Grabbeigaben erhielt.
Der nördliche Portalstein ist eine massive Platte, die bis zu einer Höhe von 2,85 m über dem Bodenniveau ragt. Der südliche ist als Stumpf erhalten. Die beiden Steine, die den Zugang flankieren standen schräg zueinander, so dass sie einen zeltförmigen Zugang bildeten. Hinter dem äußeren, befand sich ein inneres Portalsteinpaar, das das Ende des nur etwa 1,0 m langen und 0,6 m breiten Gang begrenzte. Vom inneren Portal ist nur der nördliche Stein erhalten, aber der Anschnitt für den südlichen und ein wenig der Trockenmauerwerk auf der Nordseite, das ursprünglich die Seitenwand des Ganges bildete, wurde in situ gefunden.
Ein waagerecht zwischen dem Innenportal niedergelegter flacher Stein bildete den Schwellenstein. Es gab keine Hinweise auf eine Exedra oder einen Vorplatz.
Die Kammer war durch eine niedrige Querplatte geteilt. Der vordere Bereich war etwa 2,0 m lang und 1,5 m breit. Er wurde von zwei massiven Seitenplatten auf einem Fundament aus Felsbrocken gebildet. Der hintere Bereich war etwa 1,7 m lang und 0,9 m breit. Seine Nordseite wurde von einer einzigen Platte gebildet, die jedoch mittig zerbrochen war. Die Südseite bestand aus zwei Steinen, von denen der hintere von der Endplatte getragen wurde.
Der Beleg für Primärbestattungen wurde durch Bodenproben aus den verfärbten Bereichen des sandigen Untergrundes erbracht, der den Kammerboden bildete. Die Analyse zeigte, dass die Verfärbungen die Reste von Körperbestattungen darstellten. Der Umriss eines der Flecken deutete darauf hin, dass die Leiche in geduckter Haltung deponiert worden war.
Eine Scherbe von Beacharra Ware datierte die Errichtung des Cairns und die ersten Inhumierungen in die Jungsteinzeit. Es gab keine Hinweise darauf, dass der Zugang am Ende der ersten Nutzungsphase verbarrikadiert wurde. Als Einleitung der Zweitphase wurde auf dem Boden eine bis zu 0,23 m starke Schicht aus Erde, Sand und Steinen und ein Steinplattenpflaster eingebracht. Auf dieser Fläche lagen die eingeäscherten Überreste eines jungen Erwachsenen, wobei sich die größte Anhäufung in der Mitte der vorderen Kammer befand. Unmittelbar nach der Deponierung dieser Einäscherung wurde die Kammer durch Lehm- und Geröll verschlossen, das sich durch den Gang erstreckte und sich außen vor den Portalsteinen auffächerte.
Im Sperrmaterial, aber überwiegend in der Mitte der vorderen Kammer, waren die Fragmente eines Gefäßes, 44 Perlen, zweier verschiedener Halsketten, ein Messer und Werkzeuge aus Feuerstein und Pechstein verteilt.
Die Funde befinden sich in der Glasgow Art Gallery and Museum.